# 拉杜什內
47°49′24″N 33°29′37″E / 47.82333°N 33.49361°E

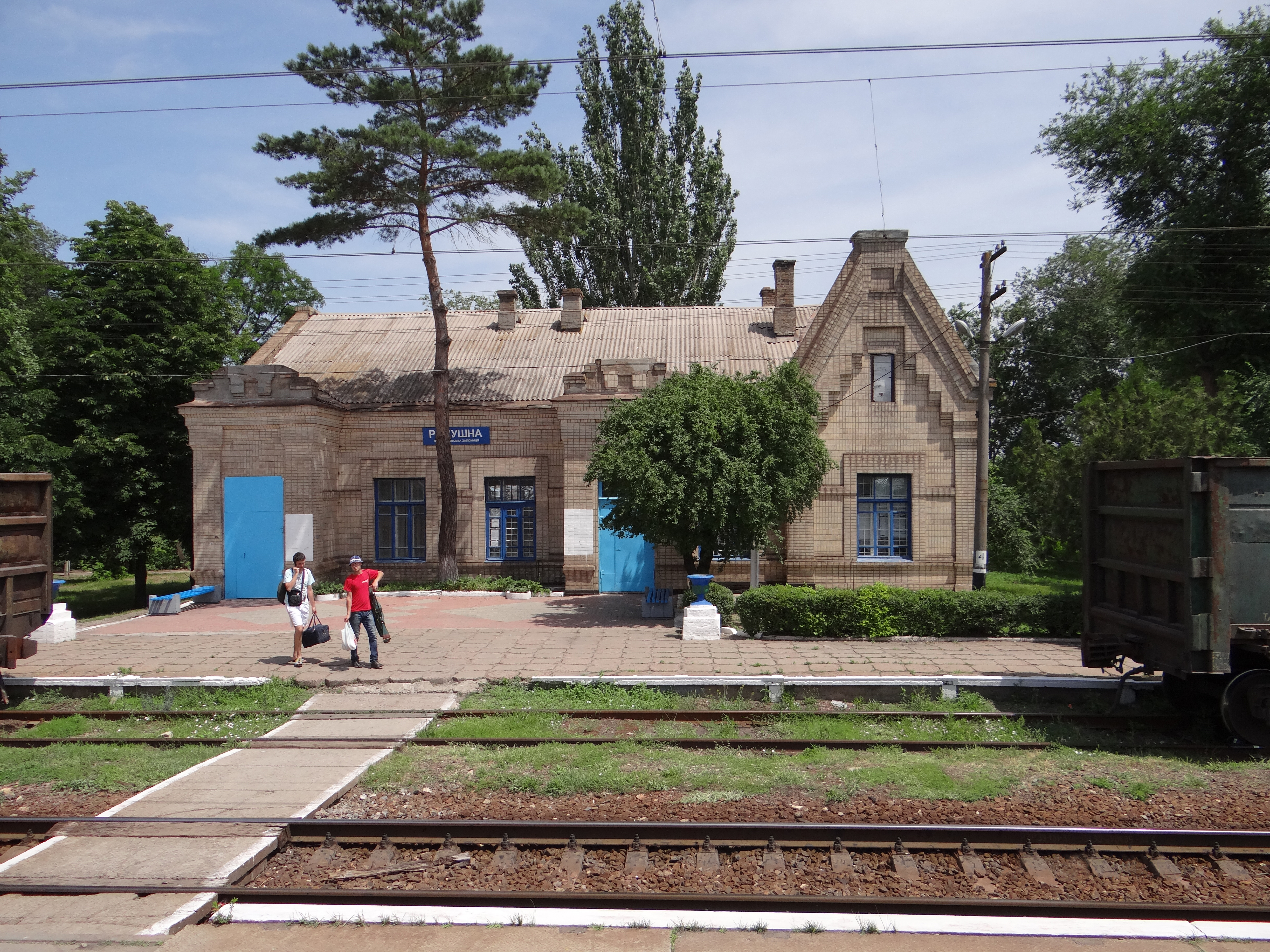
火车站

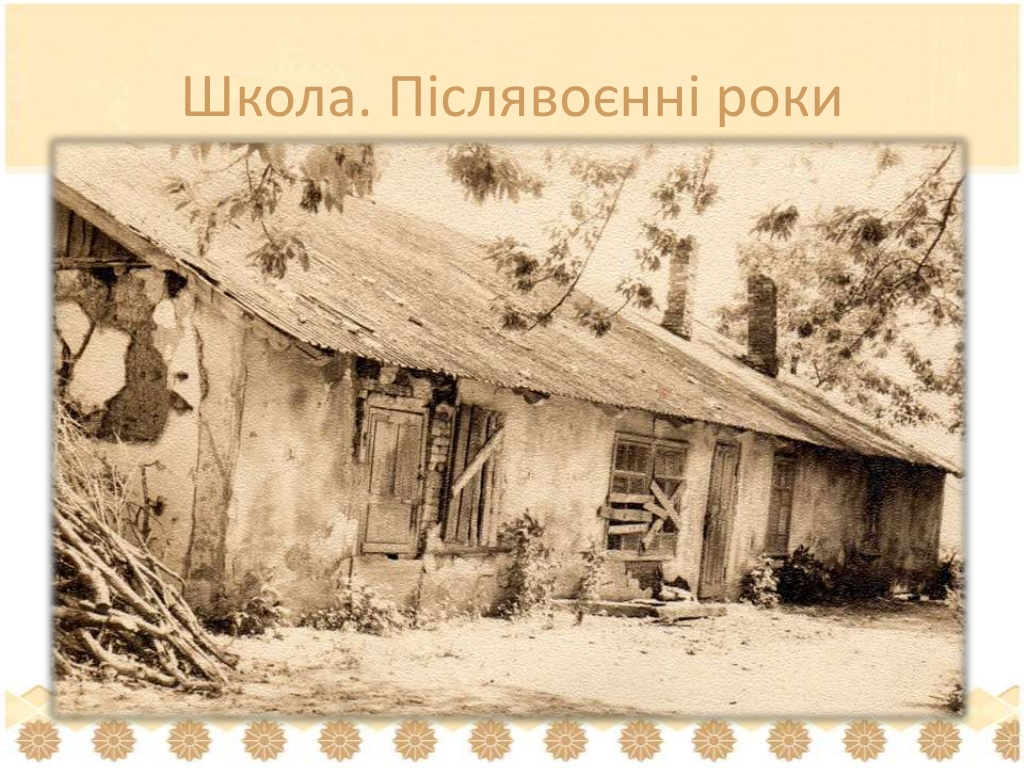

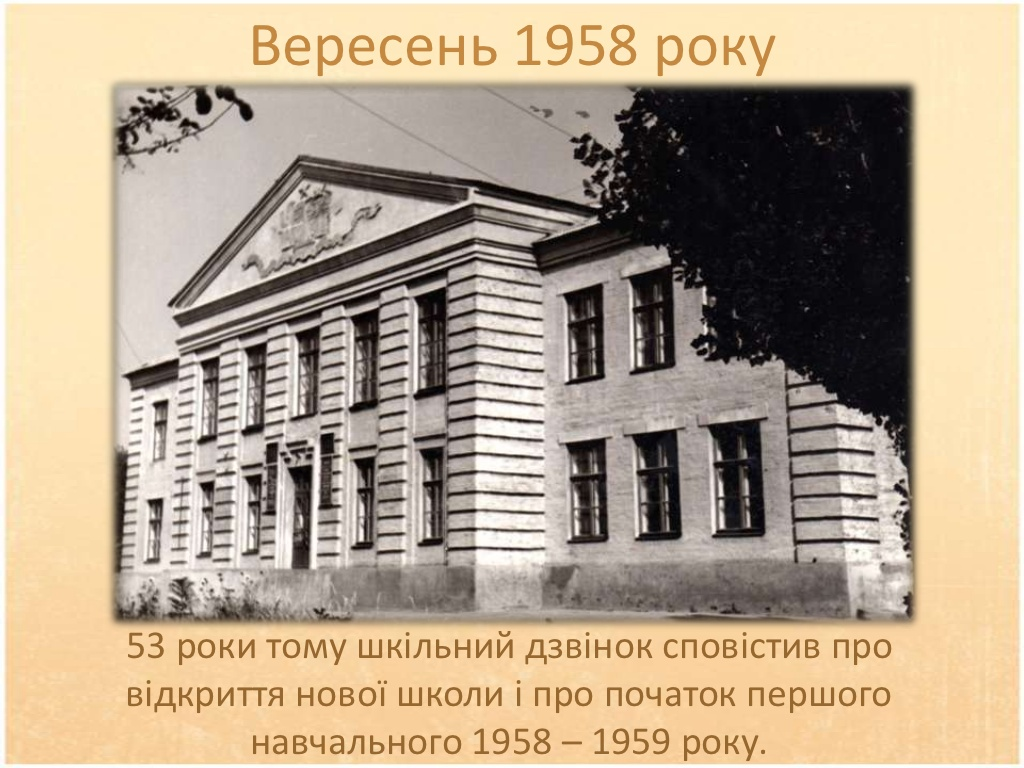

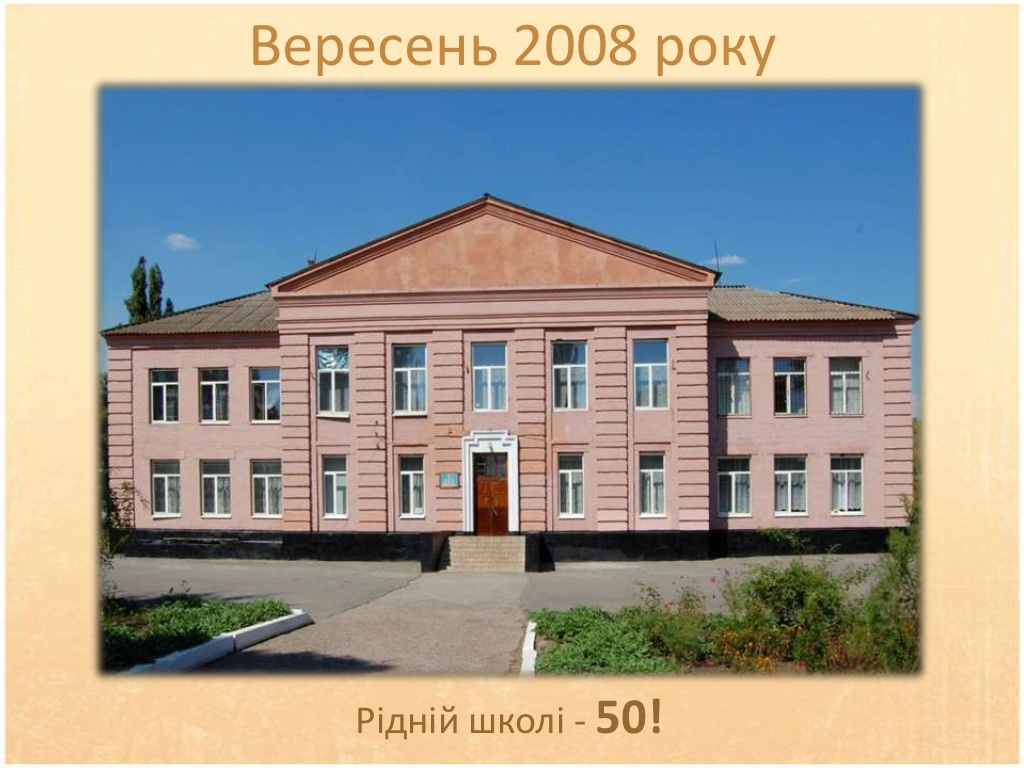

拉杜什內（羅馬化：Radushne）是位於烏克蘭東部的鎮，由第聶伯羅彼得羅夫斯克州裡克里維里赫區的新皮利亞市鎮負責管轄。該鎮始建於1930年，面積4.5平方公里，海拔高度103米，2013年人口3,117，人口密度每平方公里693人。